# Серро-Катедрал
Серро-Катедрал — найвища височина Уругваю, розташована в південній частині країни, в департаменті Мальдонадо, недалеко від узбережжя Атлантичного океану. Її висота становить 514 м над рівнем моря.